# 以利亞·湯瑪斯
以利亞·雷夏德·湯瑪斯（1996年10月10日—）為美国男子籃球運動員，場上位置為大前鋒。

## 早年生涯
托马斯在南达拉斯长大，小学时结识了乔丹·米奇。

## 职业生涯
以利亞·湯瑪斯在2019年NBA選秀未被任何球队选中，之后托马斯與夏洛特黃蜂簽約並參加夏季联赛。2019年7月18日，湯瑪斯与韓國籃球聯賽球隊原州DB新世代簽約。9月27日，湯瑪斯隨原州DB新世代完成臺灣移地訓練後，經檢查診斷出背部與大腿後肌出現傷勢，需休息八週。10月3日，原州DB新世代宣布引進齐纳努·欧努阿库頂替湯瑪斯。2020年1月12日，托马斯与希腊篮球甲级联赛球隊拉里薩签约。
2023年1月18日，湯瑪斯加盟T1聯盟高雄全家海神，中文登錄名為「湯馬斯」。 3月7日，高雄全家海神因團隊磨合與角色定位之關係，宣布與湯瑪斯解約。

## 外部連結
- 以利亞·湯瑪斯在fiba.basketball（英语）
- 以利亞·湯瑪斯在NBA G聯盟（英语）
- 以利亞·湯瑪斯在Basketball-Reference.com（NBA G聯盟）（英语）
- 以利亞·湯瑪斯在Basketball-Reference.com（國際）（英语）
- 以利亞·湯瑪斯在Sports-Reference.com（NCAA）（英语）
- 以利亞·湯瑪斯在Eurobasket.com（球員）（英语）
- 以利亞·湯瑪斯在Proballers（英语）
- 以利亞·湯瑪斯在RealGM（英语）
- 以利亞·湯瑪斯在Flashscore（英语）
- 以利亞·湯瑪斯在Flashscore（英语）
- . Interperformances.com.